# Jabungan
Jabungan is een bestuurslaag in het regentschap Semarang van de provincie Midden-Java, Indonesië. Jabungan telt 2989 inwoners (volkstelling 2010).